# Hermann Loew
Friedrich Hermann Loew, född 19 juli 1807 i Weissenfels, död 21 april 1879 i Halle an der Saale, var en tysk entomolog som specialiserade sig på tvåvingar. Han beskrev många av världens arter och var den förste som beskrev USA:s tvåvingar. 
Loew var till att börja med lärare i matematik och naturhistoria i Posen, bland hans elever fanns Kuno Fischer, Leo Königsberger och Lazarus Fuchs. Från 1840-talet och tre decennier framåt var han otvivelaktigt den främste forskaren inom tvåvingar och beskrev mer än 4 000 arter, främst från Palearktiska regionen och Nordamerika, men även från Etiopiska regionen och Fjärran östern.

## Insekter uppkallade efter Loew
- Acrotelus loewii (nyare namn Acrotelus caspicus)
- Albulina loewii
- Aleuropteryx loewii
- Argyra loewii
- Campiglossa loewiana
- Damioseca loewii
- Loewia
- Loewiella
- Meromacrus loewii
- Ocnaea loewi
- Ocnogyna loewii
- Phytomyza loewii
- Plejus loewii
- Pterophorus loewii (nyare namn Stenoptilia zophodactylus)
- Scymnus loewii
- Trapezostigma loewii